# Secretarias de Estado da Fazenda
Secretarias de Estado da Fazenda (SEFAZ) são órgãos da administração direta do Poder Executivo do Brasil responsáveis por auxiliarem o governador de seu estado no planejamento, execução e avaliação das políticas financeira, contábil e tributária do Estado.
Cada estado brasileiro, além do Distrito Federal, possui uma SEFAZ, este órgão é responsável por fiscalizar, pagar, arrecadar e controlar os recursos públicos de cada estado além de efetuar o pagamento de serviços públicos estaduais, como a Polícia Militar e Polícia Civil.
A SEFAZ possui uma série de responsabilidades, sendo as principais arrecadar, fiscalizar, realizar a contabilidade, estruturar as receitas e despesas de cada Estado e do Distrito Federal, contabilizar recursos públicos dos Estados e DF, realizar a defesa de cada um dos estados da união.

## Arrecadação de impostos
Os principais impostos arrecadas pela SEFAZ são:
- ICMS: Imposto sobre Circulação de Mercadorias e Prestação de Serviços de Transporte Interestadual e Intermunicipal e de Comunicação;
- ITCD: Imposto sobre Transmissão Causa Mortis e Doação de Quaisquer Bens ou Direitos;
- IPVA: Imposto sobre a Propriedade de Veículos Automotores.

A SEFAZ também é responsável por arrecadar o pagamento de taxas, como taxas florestais e de minério, taxas judiciárias e taxas de segurança pública, por exemplo.

## Serviços
A SEFAZ é um órgão estadual de extrema importância aos Estados, pois realiza diversos serviços, tais como:
- Cadastro do ICMS;
- Consulta de cadastro do ICMS e ITCMD;
- Consulta de Certidão;
- Consulta de certidões (como certidão narrativa, certidão de débitos automática ou certidão de transferências voluntárias);
- Consulta de CT-e (Conhecimento de Transporte Eletrônico);
- Consulta de NFC-e (Nota Fiscal de Consumidor Eletrônica);
- Consulta de NF-e (Nota Fiscal Eletrônica);
- Consulta de protocolo integrado;
- Consulta DI;
- Consultas em geral relacionadas à Receita do Estado;
- Emissão de EFD ou SPED fiscal;
- Impressão de guias de pagamento;
- Impressão de guias GNRE, GIA ST, GIA ICMS, GR ou GR de parcelamento.
- Pagamento de IPVA;

## Lista de secretaria s
- Secretaria de Estado da Fazenda do Acre
- Secretaria da Fazenda do Estado de Alagoas
- Secretaria da Fazenda do Estado do Amapá
- Secretaria da Fazenda do Estado do Amazonas
- Secretaria da Fazenda do Estado da Bahia
- Secretaria da Fazenda do Estado do Ceará
- Secretaria de Estado de Fazenda do Distrito Federal
- Secretaria da Fazenda do Estado do Espírito Santo
- Secretaria de Estado da Economia de Goiás
- Secretaria de Estado da Fazenda do Maranhão
- Secretaria da Fazenda do Estado do Mato Grosso
- Secretaria de Estado de Fazenda de Mato Grosso do Sul
- Secretaria da Fazenda do Estado de Minas Gerais
- Secretaria da Fazenda do Estado do Pará
- Secretaria de Estado da Receita do Estado da Paraíba
- Secretaria da Fazenda do Estado do Paraná
- Secretaria da Fazenda do Estado de Pernambuco
- Secretaria da Fazenda do Estado do Piauí
- Secretaria de Fazenda do Estado do Rio de Janeiro
- Secretaria da Tributação do Estado do Rio Grande do Norte
- Secretaria da Fazenda do Estado do Rio Grande do Sul
- Secretaria de Finanças do Estado de Rondônia
- Secretaria da Fazenda do Estado de Roraima
- Secretaria da Fazenda do Estado de Santa Catarina
- Secretaria da Fazenda e Planejamento do Estado de São Paulo
- Secretaria da Fazenda do Estado de Sergipe
- Secretaria da Fazenda do Estado de Tocantins